# Martin Mulert
Martin Franz August Mulert (* 3. Juni 1894 in Rummelsburg; † 3. März 1959 in Berlin) war ein deutscher Politiker (FDP, FVP/FDV) und Mediziner.

## Leben
Mulert war der Sohn eines Apothekers. Er besuchte ein Gymnasium in Freienwalde an der Oder und legte dort das Abitur ab. Von 1912 bis 1920 studierte er Medizin an den Universitäten Berlin, Rostock und Jena und wurde 1920 in Jena zum Dr. med. promoviert. 1921 heiratete er die Ärztin Friederike Arends, die später Mitglied der Deutschen Bundestags wurde. Danach war er als Arzt in Jena und Langenberg (Thüringen) tätig. Von 1939 bis 1944 diente er im Heeressanitätsdienst. 1946/47 war er Vorsitzender der Thüringer Ärzteschaft. 1948 floh er nach West-Berlin. Dort arbeitete er als Beratungsarzt für die Kassenärztliche Vereinigung. Er war Vorsitzender des Landesverbandes Berlin der Europa-Union und Mitglied des Hauptausschusses der Europa-Union Deutschland.
Mulert war 1945 Mitgründer der LDPD in Thüringen und Beisitzer im Landesvorstand. 1946 gehörte er über die LDP-Liste der Beratenden Landesversammlung Thüringen an. Er war Mitglied der FDP, ab 1956 der Freien Volkspartei (FVP) und ab 1957 der Berliner Freien Deutschen Volkspartei (FDV). Vom 17. Februar 1955 bis zum Ende der Legislaturperiode zum Jahreswechsel 1958/59 war er Mitglied des zweiten Abgeordnetenhauses von Berlin.

## Schriften
- Konservative und radikale Therapie in der Kriegschirurgie. Ein Überblick der Schußwundenbehandlung seit Einführung der Feuerwaffen bis zum Beginn der Antisepsis. med. Diss., Jena 1920.